# Igor Bobrin
Igor Anatolievich Bobrin (en russe : Игорь Анатольевич Бобрин, transcription anglaise : Igor Bobrin ; né le 14 novembre 1953 à Leningrad, en Union soviétique) est un patineur soviétique qui a été champion d'Europe en 1981 à Innsbruck, et médaillé de bronze aux championnats du monde de 1982 à Copenhague.

## Biographie

### Carrière sportive
Quadruple champion d'Union soviétique (en 1978-1980-1981-1982), il a obtenu trois médailles dans les grandes compétitions internationales dont le titre aux championnats d'Europe de 1981. Il a aussi participé aux jeux olympiques en 1980 à Lake Placid où il a pris la sixième place.
Igor Bobrine fut l'un des premiers patineurs du monde à maîtriser cinq triples sauts différents : le lutz, le flip, le boucle, le salchow et le boucle piqué.

### Reconversion
À la suite de sa carrière amateur, il a créé son propre théâtre sur glace en 1986 où il s'occupe de la direction artistique et de la mise en scène. Actuellement il patine à Moscou et travaille en tant qu'entraîneur et chorégraphe. En 1983 il s'est marié avec la championne olympique de danse sur glace Natalia Bestemianova.
L'année 2011-2012 du panneau de l 'des juges inclus dans l'émission Coupe des professionnels chaîne de télévision nationale Pervi Kanal.

## Palmarès
| Compétitions principales        | 1972    | 1973    | 1974    | 1975    | 1976    | 1977    | 1978    | 1979    | 1980    | 1981    | 1982    | 1983    |  |  |
| Jeux olympiques d'hiver         |         |         |         |         |         |         |         |         | 6e      |         |         |         |  |  |
| Championnats du monde           |         |         |         |         | 8e      |         | 5e      | 10e     | 7e      | 3e      | 7e      |         |  |  |
| Championnats d’Europe           |         |         |         |         |         |         | 4e      | 5e      | 4e      | 1er     | 3e      |         |  |  |
| Championnats d'Union soviétique | 3e      | 4e      | 4e      | 6e      | 3e      | 4e      | 1er     | 2e      | 1er     | 1er     | 1er     | 2e      |  |  |
|                                 |         |         |         |         |         |         |         |         |         |         |         |         |  |  |
| Autre Compétition               | 1971/72 | 1972/73 | 1973/74 | 1974/75 | 1975/76 | 1976/77 | 1977/78 | 1978/79 | 1979/80 | 1980/81 | 1981/82 | 1982/83 |  |  |
| Skate Canada                    |         |         |         |         | 4e      | 4e      |         |         |         |         |         |         |  |  |
| Moscou Skate                    | 4e      |         | 3e      | 5e      |         | 4e      | 3e      | 2e      | 1er     | 1er     | 2e      |         |  |  |
|                                 |         |         |         |         |         |         |         |         |         |         |         |         |  |  |